# Malachias
Malachias (Iers: Maelmhaedhoc Ó Morgair) (Armagh, 1094 – Clairvaux, 2 november 1148) was een Ierse rooms-katholieke geestelijke. Hij was de aangewezen aartsbisschop van Armagh in Ierland. De heilige Malachias is bekend vanwege zijn helderziendheid. Aan hem werden vele wonderen geopenbaard en een toekomstvisioen van de identiteit van de laatste 112 toekomstige pausen (zie de profetie van de pausen). Hij werd gecanoniseerd door paus Innocentius III op 6 juli 1199. 

## Afkomst
Malachias was afkomstig uit de familie O'Morgair. Bernard van Clairvaux beschrijft hem als van adellijke afkomst. Hij werd gedoopt met de naam Maelmhaedhoc (deze naam werd gelatiniseerd tot Malachias) en werd opgeleid door Imhar O'Hagan, destijds de abt van Armagh. Na een lange studie werd hij tot priester gewijd door St. Celsus in 1119. Om zichzelf te vervolmaken in heilige liturgie en theologie ging hij naar Lismore (graafschap Waterford) waar hij twee jaren verbleef onder leiding van St. Malchus. Hierna werd hij in 1123 verkozen tot abt van het klooster Bangor. 

## Aartsbisschop
Een jaar later werd hij tot bisschop gewijd van het bisdom Down and Connor. In 1132 werd hij bevorderd tot primaat van Armagh, de titel voor primaat van geheel Ierland. Bernard van Clairvaux heeft vele interessante anekdotes overgeleverd van Malachias. Diens bezieling voor religie in Connor en Armagh wordt door hem zeer geprezen. In 1127 bracht Malachias een tweede bezoek aan Lismore en diende als biechtvader voor Cormac MacCarthy, de vorst van Desmond. Tijdens zijn ambtsperiode als bisschop van Connor bleef hij resideren in Bangor en toen enkele plaatselijke vorsten Connor belegerden, liet hij de monniken van Bangor overbrengen naar het schiereiland Iveragh (graafschap Kerry). Aldaar was hij welkom bij de inmiddels tot koning gekroonde Cormac. Na de dood van St. Celsus (die in 1129 begraven werd in Lismore), werd St. Malachias in 1132 aangewezen tot aartsbisschop van Armagh, een ambt dat hij met grote dankbaarheid aanvaardde. Dankzij intriges was het twee jaar lang niet mogelijk om zijn ambtszetel te bezetten en ook nadien moest hij de Bachal Isu (de Staf van Jezus) nog zien te verkrijgen van Niall, de pretendent en leek-primaat.

## Invloed
De invloed van Malachias in Ierland betreffende kerkelijke zaken wordt wel vergeleken met die van Bonifatius in Duitsland. Hij hervormde en reorganiseerde de Ierse Kerk en bracht deze onder het gezag van Rome. 
Gedurende drie jaren in Armagh, zoals is overgeleverd door St. Bernard, herstelde St. Malachias het gezag van de Kerk, die was verwaterd door een serie van leken-abten en introduceerde de rooms-katholieke liturgie. Het verhaal van St. Bernard: nadat hij barbarisme met wortel uitroeide en de christelijke moraal herstelde, zag hij alle zaken helder en begon na te denken over zijn eigen rust. 
Hij trad in 1138 af in Armagh en keerde terug naar Down and Connor, waarbij hij het gebied verdeelde en Connor behield. Hij stichtte de priorij van Austin Canons in Downpatrick en ging voort met zijn bisschoppelijke taak. Begin 1139 bracht hij een bezoek aan Rome via Schotland, Engeland en Frankrijk, waar hij een bezoek bracht aan St. Bernard in Clairvaux. Hij verzocht paus Innocentius II om pallia voor de zetels van Armagh en Cashel en werd benoemd tot legaat van Ierland. Op zijn bezoek aan Clairvaux tijdens de terugreis kreeg hij vijf monniken mee voor een stichting in Ierland, onder leiding van Christian, van Ierse afkomst. Op deze manier ontstond de beroemde abdij van Mellifont in 1142. Malachias was begonnen aan een tweede reis naar Rome in 1148, maar op het moment dat hij aankwam in Clairvaux werd hij ziek en stierf in de armen van St. Bernard op 2 november. 
De feestdag van St. Malachias wordt gevierd op 3 november om niet samen te vallen met Allerzielen.